# جان لوئیس
جان لوئیس (انگلیسی: John Lewis؛ ‏ ۳ مهٔ ۱۹۲۰ – ۲۹ مارس ۲۰۰۱) یک موسیقی‌دان، آهنگساز و تنظیم‌کننده اهل ایالات متحده آمریکا بود.
از فیلم‌ها یا مجموعه‌های تلویزیونی که وی در آن‌ها نقش داشته‌است می‌توان به یک داستان میلانی اشاره نمود.